# District d'Agra
Pour les articles homonymes, voir Agra (homonymie).
Le district d'Agra (hindi : आगरा ज़िला, ourdou : آگرہ ضلع) est une unité administrative de la division d'Agra dans l'État de l'Uttar Pradesh en Inde.

## Description
Sa capitale est la ville d'Agra. 
La superficie du district est de 4 027 km2 et sa population est de 4 380 793 habitants en 2011.